# Rafidio

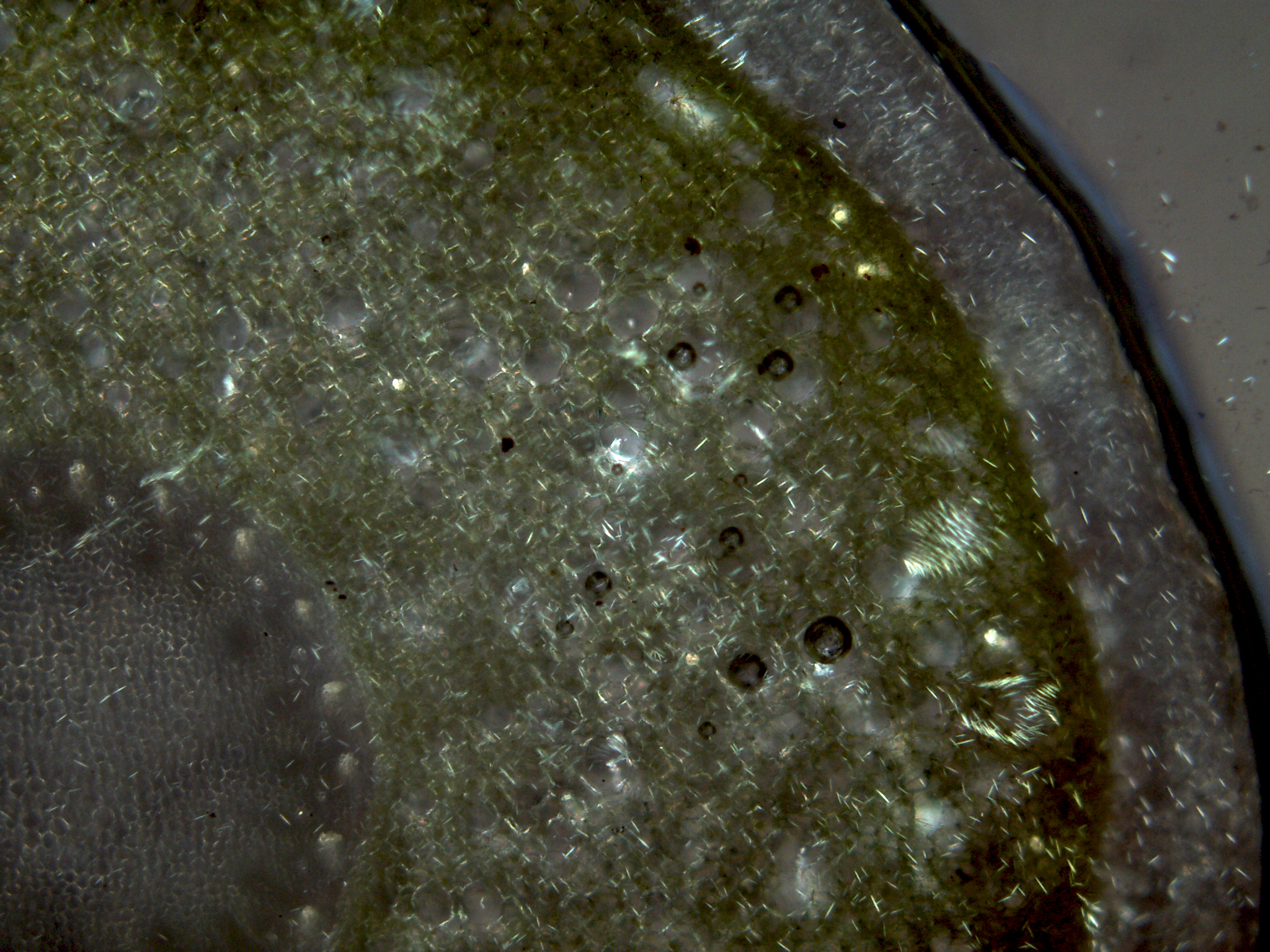
Médula de orquídea, haces vasculares, corteza, colénquima, velamen y rafidios variados. Aumento de 50X.

En botánica, se denomina rafidio (o también ráfide) a los cristales con forma de aguja compuestos por oxalato de calcio que se hallan presentes en muchas células parenquimáticas de las angiospermas.
La función de tales cristales en las plantas aparentemente está relacionada con los mecanismos de defensa contra los animales herbívoros. Así, en muchas especies de aráceas (tales como Dieffenbachia) se combinan la presencia de compuestos nitrogenados (alcaloides) y otros compuestos derivados de ácidos orgánicos, como el ácido oxálico en su savia con los rafidios presentes en las células de las hojas. Cuando los herbívoros mastican estas hojas, los cristales producen pequeñas incisiones en las mucosas por las que puede penetrar el ácido oxálico y, de ese modo, producir graves irritaciones.
Otra combinación defensiva es la de los rafidios con enzimas con actividad tipo anti–tripsina, que estimulan la liberación de histamina y bradiquinina. Los cristales pinchan y lesionan las estructuras celulares del animal que mastica hojas de estas plantas; la liberación concomitante de agentes vasodilatadores conduce a una rápida reacción inflamatoria, caracterizada principalmente por edema y congestión.